# 澳斯卡
澳斯卡（英語：Thewizardofoz），是一匹曾在香港出賽的已退役賽駒，為2014/2015馬季最佳新馬，練馬師是蔡約翰。

## 簡介
2015年5月3日，「澳斯卡」於香港首次出賽便一出即勝，打開其在港的勝利之門。
2015年6月21日，「澳斯卡」取得了三連捷。
2016年2月10日，莫雷拉策騎「澳斯卡」勝出第一班盃賽賀年盃。賽後，莫雷拉說道：「牠是匹討人喜愛的馬，前景亮麗。」他續說：「馬兒今仗縮程角逐，所以我未有預料牠可以跟上一眾快馬，但結果陣上的步速形勢卻甚合其腳法，因其他對手未有在早段快速上前，令我的坐騎可以在一個有遮擋的位置從容跟隨，當然自好檔起步亦有利牠佔取好位。到直路上望空後，牠對我的催策交出上佳反應，加速強勁。陣上牠曾稍為內閃，因此我須要略為與牠鬥力，以免令牠一直內閃，但牠隨即能修正走勢，並以勁勢加速，而牠今仗勝來猶有餘勁。」練馬師蔡約翰說道：「從賽事步速所見，今仗對牠來說並非難以應付，甚至可以說，今場的步速合其發揮。綜觀今仗段速，馬群傾向沿途以平穩的步速競跑，末段才全力衝刺。無論如何，『澳斯卡』今仗勝來出色，這是牠首次勝出第一班的賽事，在面對一眾年長對手下仍能奏凱而回，其實並不容易。」
2017年6月25日，莫雷拉策騎「澳斯卡」勝出國際三級賽精英盃。賽後，莫雷拉說道：「今日『澳斯卡』終於展示其真正本色，早於牠出道初期，我們都知道牠會是一匹好馬，只是牠曾有一段時間的演出未如預期，但今日牠終能重振聲威，今仗牠交出其最佳水準，表現令人留下深刻印象，我們都對牠的演出感到驕傲，很幸運我今仗可以再策騎牠，牠的確是一匹高質佳駟。」助理練馬師羅富全說道：「『澳斯卡』在一級賽主席短途獎中表現出色，證明牠有能力在頂級的賽事中爭勝。我在晨課中為牠主操，牠現時的表現，大致合乎我的預期，因近仗牠都在1200米上陣，而牠跑來都略為嫌短，我認為1400米才是牠的首本路程。」
2018年11月26日，「澳斯卡」宣告退役，正式結束其競賽生涯。

## 在港勝出賽事全紀錄
| 比賽日期   | 賽事名稱           | 賽事班次 | 賽道 | 賽事路程 | 比賽馬場 | 名次 | 完成時間 | 騎師   |
| ---------- | ------------------ | -------- | ---- | -------- | -------- | ---- | -------- | ------ |
| 03/05/2015 | 南中國海讓賽       | 第四班   | 草地 | 1200米   | 沙田馬場 | 1    | 1:09.35  | 莫雷拉 |
| 31/05/2015 | 計得精彩讓賽       | 第三班   | 草地 | 1200米   | 沙田馬場 | 1    | 1:08.69  | 莫雷拉 |
| 21/06/2015 | 打吡餐廳及酒吧讓賽 | 第三班   | 草地 | 1200米   | 沙田馬場 | 1    | 1:10.04  | 莫雷拉 |
| 27/12/2015 | 赤徑讓賽           | 第二班   | 草地 | 1400米   | 沙田馬場 | 1    | 1:21.58  | 莫雷拉 |
| 10/02/2016 | 賀年盃（讓賽）     | 第一班   | 草地 | 1400米   | 沙田馬場 | 1    | 1:21.20  | 莫雷拉 |
| 25/06/2017 | 精英盃（讓賽）     | G3       | 草地 | 1400米   | 沙田馬場 | 1    | 1:20.86  | 莫雷拉 |

## 外部連結
- . 2016-02-10  [2016-02-10]. （原始内容存档于2018-12-16）.
- . 2017-06-25  [2017-06-25]. （原始内容存档于2020-11-30）.